# Robert Sjursen
Robert Emanuel Sjursen, senare Rafto, född 8 mars 1891, död 21 juli 1965, var en norsk gymnast.
Sjursen tävlade för Norge vid olympiska sommarspelen 1912 i Stockholm, där han var med och tog guld i lagtävlingen i fritt system. 